# Černovická estakáda
Černovická estakáda je železniční dvoukolejný most o 27 otvorech na železniční trati Praha – České Budějovice (součást IV. železničního koridoru) v úseku Soběslav (mimo) – Doubí u Tábora v katastrálním území Zvěrotice v km 65,422. Most překonává silnici III/13527 Soběslav –Sedlečko a údolí Černovického potoka.
Svou celkovou délkou 854,9 m je třetím nejdelším železničním mostem v České republice (po Negrelliho viaduktu 1 110 m a Branickém mostu 990 m).

## Historie
Železniční trať České Budějovice – Praha byla uvedena do provozu společností Dráha císaře Františka Josefa v roce 1871. Část tratě byla v roce 1904 zdvoukolejněna a v roce 1971 byla zahájena její elektrizace, která byla kompletně dokončena v roce 2001. V rámci modernizace IV. železničního koridoru probíhá na této trati zdvoukolejnění a úprava pro rychlost vlaků na 160 km/h (respektive na až 200 km/h po instalaci systému ETCS). Modernizovaný úsek 8416 m dlouhý, na kterém není železniční přejezd, je veden z 28 % na náspech (tj. 2,4 km), 52 % v zářezech (tj. 4,4 km) a zbytek tvoří umělé stavby jako Zvěrotický tunel, dvě estakády a další mosty a propustky. Stavba estakády byla zahájena v říjnu 2019 a úsek byl zprovozněn 11. září 2022 po jedné koleji (druhá traťová kolej), po obou kolejích bude veden provoz od listopadu 2022.
Zadavatel stavby a investor byla Správa železnic, projekt vypracovala společnost Metroprojekt Praha, zhotovitelem byla Společnost Doubí –Soběslav, ve které byly společnosti Strabag Rail, Eurovia CS a Metrostav. Výstavbu Černovické estakády prováděly společně firmy Eurovia a Metrostav.

## Geologie
Z geologického hlediska se území Zvěrotic nachází v Českém masívu a je součástí moldanubické oblasti, jejíž stáří se odhaduje na krystalinikum a prevariské paleozoikum. V oblasti se projevuje výskyt metamorfovaných hornin (pararuly) pokryté sedimenty (jílové písky a štěrky).
Stavba prochází územím s komplikovaným geologickým podložím, které je charakterizováno hlavně tektonikou. Ta se mění s hloubkou proterozoických hornin, které měly klesající tendenci v hloubce 30–25 m mezi opěrou 1 (OP1) a pilířem č. 20 (P20) a prudce stoupající v rozmezí 23–2,5 m mezi pilířem č. 21 (P21) a opěrou 2 (O2).

## Popis
Most tvoří spřažená ocelobetonová konstrukce v délce 832,1 m s horní železobetonovou deskovou mostovkou, která je společná pro obě převáděné koleje. Trať je vedena ve směrovém oblouku 3400 m, sklon stoupání trati je 11,78 ‰. 

### Spodní stavba
Spodní stavbu tvoří dvě železobetonové monolitické opěry s rovnoběžnými křídly a 26 monolitických železobetonových pilířů různé dispozice založených na hlubinných pilotách. Vzhledem k složitým geologickým podmínkám jsou O1 až P20 založeny na plovoucích pilotách vetknutých do terciérních hornin a P21 až O2 jsou založeny na opěrných pilotách vetknutých do proterozoických hornin. Všechny piloty jsou železobetonové velkoprůměrové s průměrem 1,2 m. U brzdných pilířů ve směru podélné mostní osy byla navíc provedena mikropilotáž s tryskovou injektáží. Propojení pilot s pilířem je zabezpečena dvěma dříky konstantního průměru vetknutých do základového bloku.

### Nosná konstrukce
Trámová spřažená ocelobetonová nosná konstrukce s dvojicí svařovaných hlavních nosníků o výšce 2,85 m ve tvaru ɪ nese horní železobetonovou desku mostovky společnou pro obě koleje. Most je rozdělen do devíti samostatných dilatačních celků o čtyřech typech. Toto rozdělení bylo provedeno z důvodů působení zatížení od účinků bezstykové koleje.
- Most prvního typu tvoří tři spojité nosníky o délkách 26,350 + 38,000 + 26,350 m.
- Most druhého typu tvoří čtyři spojité nosníky o délkách 33,700 + 41,000 + 41,000 + 337,700 m.
- Most třetího typu tvoří tři spojité nosníky o délkách 27,250 + 34,000 + 27,250 m, Tento typ se opakuje šestkrát.
- Poslední typ mostu tvoří dva spojité nosníky o délkách 23,850 + 23,850 m, Celková délka nosné konstrukce je 832,1 m.[8][6]

Hmotnost ocelové konstrukce je 2046 t. Na stavbě se spotřebovalo 6 320 pilot o průměru 1,2 m, 23 163 m³ betonu a 8 294 m² izolace mostovky.